# Sphaerophoria tsaii
Sphaerophoria tsaii är en tvåvingeart som beskrevs av He och Li 1992. Sphaerophoria tsaii ingår i släktet sländblomflugor, och familjen blomflugor. Inga underarter finns listade i Catalogue of Life.